# Массаино, Тибурцио
Тибурцио Массаино, также Тибурчио Массаини (Massaïni), — итальянский контрапунктист XVI века, придворный музыкант императора Рудольфа II в Праге (с 1580), позднее вернувшийся в Рим. Сочинял мадригалы, мотеты, псалмы, мессы, ламентации и канцоны.

## Биография
Родился в Кремоне. Был капельмейстером церкви Санта-Мария-дель-Пополо в Риме (с 1571), затем получил место при дворе императора Рудольфа II в Праге (1580), а позднее жил снова в Риме (ещё в 1605).

## Музыкальные сочинения
Из его произведений его сохранились:
- два сборника 4-голосных мадригалов (1569, 1573),
- четыре сборника 5-голосных мадригалов (1571—1594),
- 6—12-голосные «Sacri modulorum concentus» (2—3-хорные мотеты, 1567),
- 5-голосные псалмы повечерия и Magnificat’ы,
- четыре сборника 5-голосных мотетов (1576—1594),
- сборник 4-голосных мотетов (1580),
- 7-голосные мотеты (1607),
- 6-голосные псалмы (1578),
- 5—6-голосные мессы (1578),
- 8-голосные мессы (1600),
- 5-голосные ламентации (1599),
- а также сочинения, рассеянные по сборникам и в рукописях в Риме.
- Сборник канцон Рауерия (1608) содержит по одной канцоне для 8 тромбонов, для 4 скрипок и 4 лютен и для 16 тромбонов.[3]